# Варкевиссер, Кес
Кес Варкевиссер (нидерл. Cees Varkevisser) — нидерландский шашист и игрок в бридж, музейщик. Двукратный призёр чемпионата Нидерландов по шашкам (1974, 1975), участник чемпионатов Европы в индивидуальном зачёте (лучший результат — 5 место 1969). В 1977 году ушёл из шашек, играет в клубе RDG (Гаага), а также в бридж. Гроссмейстер Голландии.

## Спортивные результаты
- 1965: 5 место Чемпионат Нидерландов  — 14 очков, 13 партий
- 1966: 6 место Чемпионат Нидерландов  — 16 очков, 13 партий
- 1967: 10 место Чемпионат Нидерландов  — 11 очков, 13 партий
- 1968: 6 место Чемпионат Нидерландов  — 11 очков, 11 партий
- 1969: 4 место Чемпионат Нидерландов  — 13 очков, 11 партий
- 1969: 5 место  Чемпионат Европы — 10 очков, 8 партий
- 1970: 5 место Чемпионат Нидерландов  — 11 очков, 11 партий
- 1971: 8 место Чемпионат Нидерландов  — 9 очков, 11 партий
- 1973: 7 место Чемпионат Нидерландов  — 13 очков, 13 партий
- 1974:  Серебро Чемпионат Нидерландов  — 15 очков, 11 партий
- 1975:  Бронза Чемпионат Нидерландов  — 12 очков, 11 партий
- 1976: 9 место Чемпионат Нидерландов  — 9 очков, 11 партий